# Agathe Guillemot

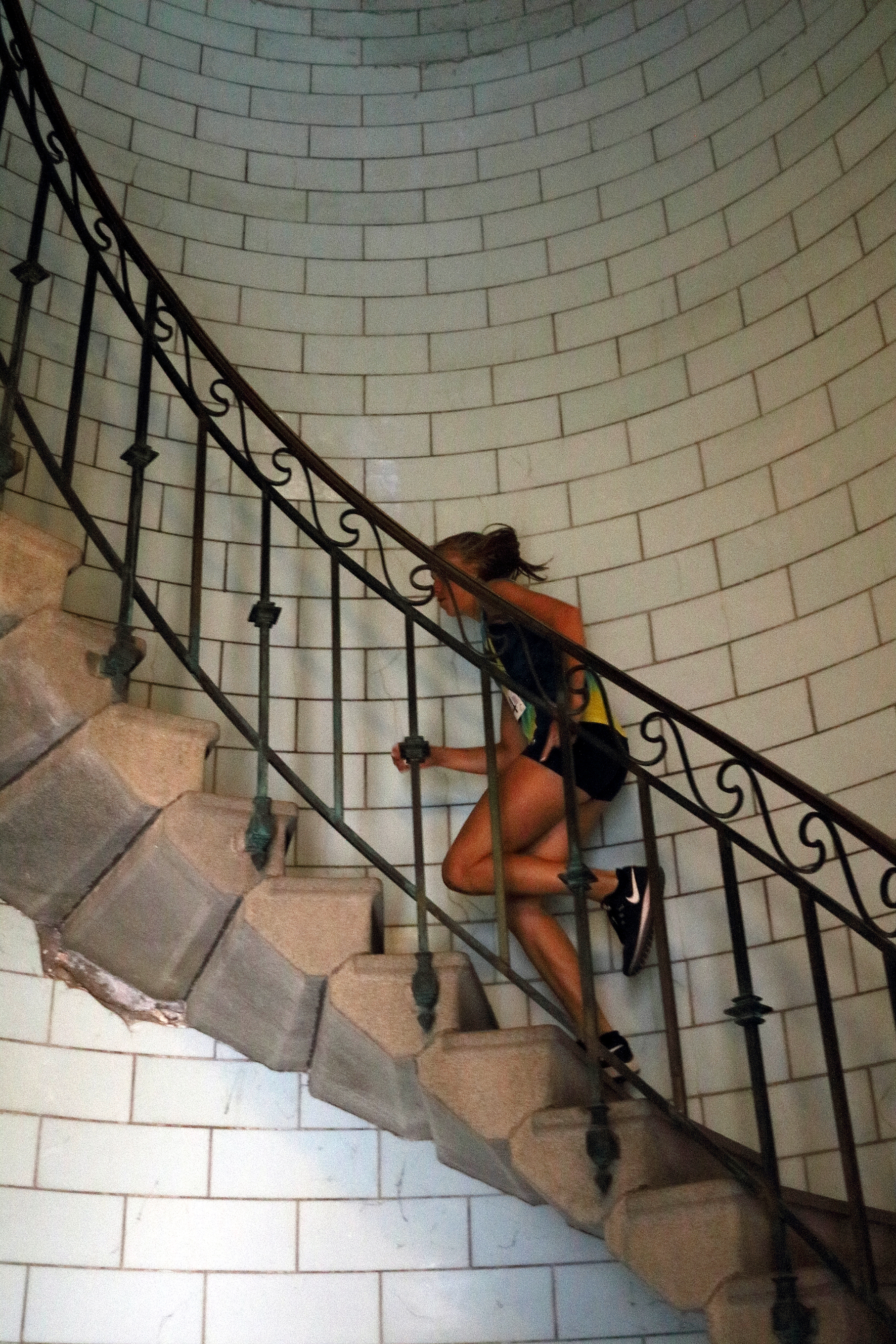
Agathe Guillemot beim Aufstieg auf den Leuchtturm Eckmühl am 25. August 2018

Agathe Guillemot (* 11. Juli 1999 in Pont-l’Abbé) ist eine französische Leichtathletin, die sich auf den Mittelstreckenlauf spezialisiert hat. Seit 2024 ist sie Inhaberin des Landesrekordes über 1500 Meter und 2025 wurde sie über diese Distanz in Apeldoorn Halleneuropameisterin.

## Sportliche Laufbahn und Leben
Erste internationale Erfahrungen sammelte Agathe Guillemot im Jahr 2018, als sie bei den U20-Weltmeisterschaften in Tampere mit 5231 Punkten den 21. Platz im Siebenkampf belegte. 2021 startete sie mit der französischen 4-mal-400-Meter-Staffel bei den U23-Europameisterschaften in Tallinn und verhalf der Mannschaft dort zum Finaleinzug, womit sie zum Gewinn der Silbermedaille beitrug. 2023 wurde sie bei der 1. Liga der Team-Europameisterschaft im Rahmen der Europaspiele in Chorzów in 4:13,71 min Achte im 1500-Meter-Lauf. Im August schied sie dann über diese Distanz bei den Weltmeisterschaften in Budapest mit 4:06,18 min in der ersten Runde aus. Im Jahr darauf belegte sie bei den Hallenweltmeisterschaften in Glasgow in 4:04,94 min den siebten Platz und zuvor verbesserte sie in Liévin den französischen Hallenrekord über 1500 Meter auf 4:04,64 min und stellte kurz darauf in Ostrava mit 4:20,02 min einen Landesrekord über die Meile auf. Im Juni gewann sie bei den Europameisterschaften in Rom in 4:05,69 min die Bronzemedaille über 1500 Meter hinter der Irin Ciara Mageean und Georgia Bell aus dem Vereinigten Königreich. Im August verbesserte sie bei den Olympischen Sommerspielen in Paris im Halbfinale den französischen Rekord auf 3:56,69 min und wurde dann im Finale in 3:59,08 min Neunte. Im Dezember gewann sie bei den Crosslauf-Europameisterschaften in Antalya in 18:02 min gemeinsam mit Antoine Senard, Émilie Girard und Simon Bédard die Silbermedaille hinter dem italienischen Team.
2025 gewann Guillemot bei den Halleneuropameisterschaften in Apeldoorn in 4:07,23 min überraschend die Goldmedaille über die 1500 Meter.
In den Jahren 2023 und 2024 wurde Guillemot französische Meisterin im 1500-Meter-Lauf.

## Persönliche Bestleistungen
- 800 Meter: 2:01,05 min, 12. Mai 2024 in Cergy-Pontoise
  - 800 Meter (Halle): 2:00,66 min, 28. Februar 2025 in Madrid
- 1500 Meter: 3:56,69 min, 8. August 2024 in Paris (französischer Rekord)
  - 1500 Meter (Halle): 4:04,64 min, 10. Februar 2024 in Liévin (französischer Rekord)
  - Meile (Halle): 4:25,99 min, 2. Februar 2025 in Liévin (französischer Rekord)
- 2000 Meter: 5:32,63 min, 12. Juli 2024 in Monaco (französischer Rekord)
- 3000 Meter: 9:03,59 min, 28. April 2024 in Montfort-sur-Meu